# I am...
『I am...』（アイ・アム）は、日本の歌手・浜崎あゆみの4枚目のオリジナル・アルバム。2002年1月1日にavex traxより発売。

## 概要
オリジナルアルバムとしては前作『Duty』より、1年3か月ぶりとなる。本作において初めて浜崎本人がCREA名義で作曲を行った。
「Connected」と「Naturally」は後に海外でシングルとして発売された（日本では未発売）。
これまでにリリースされた3作のオリジナル・アルバムには、当該作品に従ったイメージとコンセプトとしてオープニングを飾るインストゥルメンタル曲を1曲目に配置していたが、書き下ろしリード曲を1曲目に配置するのはこのアルバムが初となった。

## 売上記録
初動はオリジナルアルバムでは自身最高となる175万枚を突破。累計230万枚を売上げ、2002年のオリコン年間アルバムランキング2位を記録した。

## 批評
| 専門評論家によるレビュー | 専門評論家によるレビュー |
| レビュー・スコア         | レビュー・スコア         |
| 出典                     | 評価                     |
| ------------------------ | ------------------------ |
| CDジャーナル             | 肯定的                   |

CDジャーナルは、「『Dearest』『Endless sorrow』『UNITE!』『NEVER EVER』『ℳ』といった、大ヒット・シングル・ナンバーを収録した4thアルバム。女の子が唸りそうな説得力抜群の日本語にこだわった歌詞と力強いヴォーカルが光る。」と批評した。

## 収録曲
| 全作詞: ayumi hamasaki（#2、#10を除く）。 |                                                |                                  |                                  |                          |      |
| #                                         | タイトル                                       | 作詞                             | 作曲                             | 編曲                     | 時間 |
| 1.                                        | 「I am...」                                    | ayumi hamasaki （#2、#10を除く） | CREA                             | Tadashi Kikuchi + tasuku | 5:31 |
| 2.                                        | 「opening Run」                                | ayumi hamasaki （#2、#10を除く） | CMJK                             | CMJK                     | 0:57 |
| 3.                                        | 「Connected」                                  | ayumi hamasaki （#2、#10を除く） | Ferry Corsten (system F)         | Ferry Corsten            | 3:21 |
| 4.                                        | 「UNITE!」                                     | ayumi hamasaki （#2、#10を除く） | CREA                             | HΛL                      | 5:00 |
| 5.                                        | 「evolution」                                  | ayumi hamasaki （#2、#10を除く） | CREA                             | HΛL                      | 4:42 |
| 6.                                        | 「Naturally」                                  | ayumi hamasaki （#2、#10を除く） | CREA                             | CMJK                     | 4:17 |
| 7.                                        | 「NEVER EVER」                                 | ayumi hamasaki （#2、#10を除く） | CREA                             | CHOKKAKU                 | 4:42 |
| 8.                                        | 「still alone」                                | ayumi hamasaki （#2、#10を除く） | CREA                             | CMJK                     | 5:56 |
| 9.                                        | 「Daybreak」                                   | ayumi hamasaki （#2、#10を除く） | CREA + D・A・I + junichi matsuda | tasuku                   | 4:49 |
| 10.                                       | 「taskinlude」                                 | ayumi hamasaki （#2、#10を除く） | tasuku                           | tasuku                   | 1:20 |
| 11.                                       | 「ℳ」                                          | ayumi hamasaki （#2、#10を除く） | CREA                             | HΛL                      | 4:29 |
| 12.                                       | 「A Song is born」                             | ayumi hamasaki （#2、#10を除く） | Tetsuya Komuro                   | Tetsuya Komuro           | 6:18 |
| 13.                                       | 「Dearest」                                    | ayumi hamasaki （#2、#10を除く） | CREA + D・A・I                   | Naoto Suzuki             | 5:33 |
| 14.                                       | 「no more words」                              | ayumi hamasaki （#2、#10を除く） | CREA + D・A・I                   | Naoto Suzuki、tasuku     | 5:48 |
| 15.                                       | 「Endless sorrow 〜gone with the wind ver.〜」 | ayumi hamasaki （#2、#10を除く） | CREA                             | CMJK                     | 8:17 |
| 15.                                       | 「flower garden」(Secret Track)                | ayumi hamasaki （#2、#10を除く） | CREA + D・A・I                   |                          |      |
| 合計時間:                                 | 合計時間:                                      | 合計時間:                        | 合計時間:                        | 71:00                    |      |

## 楽曲解説
1. I am...
本作のリード曲。
2. opening Run
インストゥルメンタル曲。
3. Connected
4. UNITE!
23rdシングル。
5. evolution
20thシングル。
6. Naturally
7. NEVER EVER
21stシングル。
8. still alone
9. Daybreak
25thシングルとして、後にシングルカット。
リカットリリースに伴い、本音源でのバージョンはインストゥルメンタルとして収録されている。
10. taskinlude
インストゥルメンタル曲。
11. ℳ
19thシングル。
前年にリリースされたベストアルバム「A BEST」でアルバム初収録となっていたが、今作にもそのまま再度収録された。
12. A Song is born
「a song is born」の浜崎のソロ。
タイトルは「a song is born」が「A Song is born」と表記されており、KEIKOとのデュエットとソロの区別を付けられている。
13. Dearest
24thシングル。
14. no more words
15. Endless sorrow 〜gone with the wind ver.〜
22ndシングルのアレンジ。
ボーカルが新録音され、歌詞の一部が変更されている。
  - flower garden
「Endless sorrow 〜gone with the wind ver.〜」終了後、無音を挟んで流れるシークレット・トラック。

## タイアップ
※ は、本人出演によるもの。
I am...
コーセー「ヴィセ」CMソング ※
UNITE!
キリンビバレッジ「サプリ」CMソング ※
evolution
コーセー「ヴィセ」CMソング ※
アスミック・エース エンタテインメント配給映画『ヘルタースケルター』テーマソング（2012年公開）
Naturally
コーセー「ヴィセ」CMソング ※
NEVER EVER
キリンビバレッジ「サプリ」CMソング ※
still alone
たかの友梨ビューティクリニック CMソング ※
Daybreak
パナソニック「LUMIX」CMソング ※
ℳ
ツーカーセルラー東京・東海 CMソング ※
Dearest
アニメ『犬夜叉』エンディングテーマ
ツーカー 2001年 CMソング ※
no more words
アニメ映画『犬夜叉 時代を越える想い』主題歌

## その他の収録アルバム（シングル曲除く）
- Connected
  - 『Cyber TRANCE presents ayu trance 2』(Ferry Corsten / system F mix)
- A Song is born
  - 『A BEST 2 -WHITE-』
- no more words
  - 『ANIME & GAME SELECTION』
  - 『BEST OF INUYASHA 百花繚乱 -犬夜叉テーマ全集-』(テレビアニメ『犬夜叉』のベストアルバム)
  - 『犬夜叉 ベストソング ヒストリー』(テレビアニメ『犬夜叉』のベストアルバム)

## 収録ライブ映像（シングル曲除く）
- I am...
  - 『ayumi hamasaki ARENA TOUR 2002 A』
  - 『ayumi hamasaki COUNTDOWN LIVE 2009-2010 A 〜Future Classics〜』
  - 『ayumi hamasaki Just the beginning -20- TOUR 2017 2018.2.20 Okinawa Convention Center』(TROUBLE)
  - 『ayumi hamasaki COUNTDOWN LIVE 2022-2023 A ～Remember you～』(ayumi hamasaki 25th Anniversary LIVE)
- opening Run
  - 『ayumi hamasaki COUNTDOWN LIVE 2001-2002 A』(ayumi hamasaki COMPLETE LIVE BOX A)
  - 『ayumi hamasaki ARENA TOUR 2002 A』
- Connected
  - 『ayumi hamasaki COUNTDOWN LIVE 2001-2002 A』(ayumi hamasaki COMPLETE LIVE BOX A)
  - 『ayumi hamasaki PREMIUM SHOWCASE 〜Feel the love〜』
- Naturally
  - 『ayumi hamasaki ARENA TOUR 2002 A』
  - 『ayumi hamasaki PREMIUM COUNTDOWN LIVE 2008-2009 A』
- A Song is born
  - 『ayumi hamasaki COUNTDOWN LIVE 2001-2002 A』(ayumi hamasaki COMPLETE LIVE BOX A)
  - 『ayumi hamasaki STADIUM TOUR 2002 A』
  - 『ayumi hamasaki 〜POWER of MUSIC〜 2011 A LIMITED EDITION』(アレンジは『MY STORY Classical』仕様)
    - 『ayumi hamasaki BEST LIVE BOX A』(A BEST 2 -WHITE- TRACK LIST LIVE)

  - 『ayumi hamasaki MUSIC for LIFE 〜return〜』
  - 『ayumi hamasaki ARENA TOUR 2018 ～POWER of MUSIC 20th Anniversary～』(ayumi hamasaki UNRELEASED LIVE BOX A)
- no more words
  - 『ayumi hamasaki ARENA TOUR 2002 A』
- Endless sorrow 〜gone with the wind ver.〜
  - 『ayumi hamasaki COUNTDOWN LIVE 2001-2002 A』(ayumi hamasaki COMPLETE LIVE BOX A)
- flower garden
  - 『ayumi hamasaki ARENA TOUR 2002 A』
  - 『ayumi hamasaki STADIUM TOUR 2002 A』
  - 『A museum 〜30th single collection live〜』
  - 『ayumi hamasaki ARENA TOUR 2003-2004 A』
  - 『ayumi hamasaki COUNTDOWN LIVE 2004-2005 A』
  - 『ayumi hamasaki ARENA TOUR 2005 A 〜MY STORY〜』
  - 『a-nation'05 BEST HIT LIVE』
  - 『ayumi hamasaki COUNTDOWN LIVE 2005-2006 A』
  - 『ayumi hamasaki BEST of COUNTDOWN LIVE 2006-2007 A』(A BEST 2 -WHITE-)
  - 『ayumi hamasaki PREMIUM COUNTDOWN LIVE 2008-2009 A』
  - 『ayumi hamasaki COUNTDOWN LIVE 2010-2011 A 〜do it again〜』
  - 『ayumi hamasaki ARENA TOUR 2016 A 〜M(A)DE IN JAPAN〜』
  - 『ayumi hamasaki COUNTDOWN LIVE 2019-2020 〜Promised Land〜 A』(メドレー)
  - 『ayumi hamasaki TROUBLE TOUR 2020 A 〜サイゴノトラブル〜 FINAL』(メドレー)
  - 『ayumi hamasaki COUNTDOWN LIVE 2022-2023 A ～Remember you～』(ayumi hamasaki 25th Anniversary LIVE) (メドレー)

## 演奏
- tasuku
  - Keyboards, Programming & Guitars (#1.9.10)
  - Bass (#9)
- KIKU：Guitars (#1.8)
- 小野田清文：Bass (#1)
- CMJK：Keyboards, Programming & Guitars (#2.6.8.15)
- HΛL：Keyboards & Programming (#4.5.11)
- 秋元直也：Guitars (#4.5.11)
- 菊池正：Fundamental Track Making (#4)
- CHOKKAKU：Keyboards, Programming & Guitars (#7)
- 小室哲哉：All Instruments (#12)
- 鈴木直人：Keyboards (#13.14)
- 飯田高広：Programming (#13.14)
- 林部直樹：Guitars (#13.14)
- 広谷順子：Background Vocal (#13)